# 合柱金莲木属
合柱金莲木属，为金莲木科下的一属灌木。本属仅1种，合柱金莲木（Sinia rhodoleuca）产中国广西、广东。

## 下属物种
- 合柱金莲木 Sinia rhodoleuca